# Macaroni tout garni
Pour les articles homonymes, voir Macaroni (homonymie).
Macaroni tout garni est une série télévisée jeunesse québécoise en 425 épisodes de 25 minutes diffusée entre le 7 septembre 1998 et 2004 sur Télé-Québec.

## Synopsis
Macaroni, un chien virtuel espiègle et curieux, est né d'un dessin créé par la magie de Louis-Martin. Ils sont d’inséparables amis qui font de chaque journée une aventure mémorable. Dans cet univers souriant cohabitent des personnages drôles, sages ou réconfortants : Snoro, l’autre chien virtuel; Rémi Lamy, le clown maladroit; Crocus, le pilote d’avion; la douce fleuriste Cléo, l’exubérante costumière Chantal, Moustique, passionné d’insectes; Dyna, l’ado qui a conquis tout le monde; les jumeaux, Fanie et Nico, qui adorent jouer des tours; et Lancelot, camelot et aspirant journaliste. Grâce à la magie de Louis-Martin, la joyeuse bande reçoit régulièrement la visite de grands noms, au caractère toujours exubérant : Léonard de Vinci, Don Quichotte, Noé… Ils finissent toujours par repartir, non sans avoir prodigué leurs conseils et raconté leur histoire.

## Distribution
- Louis-Martin Despa : Louis-Martin, le magicien
- Jean Harvey : Crocus, l'aviateur
- Luc Bourgeois : Rémy Lamy
- Anne Casabonne : Cléo, la fleuriste
- Nathalie d'Anjou et Stéphane Vallières : Macaroni, chien animé
- Julie Le Breton et Pascale Montreuil : Snoro, chien animé
- Marianne Farley : Sophie
- Geneviève Désilets : Dyna, l'adolescente
- Karina Michaud-Daigneault : Fannie
- Kim Olivier : Nico
- Alyssa Labelle : Julia/Catherine
- Samuel Robichaud : Moustique
- Robin Arsenault-Vézina : Solo
- Herijaona Rajaona : Manuel
- Marc-Olivier Guèvremont : Simon Caméléon
- Chantal Collin : Chantale
- Élizabeth Chouvalidzé : Mamie Rosalie
- Pascal Darilus : Max, le "capoté"
- Émile Mailhiot : Lancelot
- Gabrielle Desmeules: Alice
- Noé
- Frédérick Angers : Tarzan
- Beethoven
- Geneviève Brouillette : Cléopâtre
- Léonard de Vinci
- Olivier Loubry : Zetto
- Pierre Gendron : Comte Dracula
- Didier Lucien : Cupidon
- Stéphane Crête : Jules César
- Ti-Prout : Mouffette (elle-même)
- Slash le Wash

## Fiche technique
- Productrice : Marjolaine Bourgeois
- Producteur exécutif : Jean-Pierre Morin
- Réalisateurs : Richard Lalumière, Agathe Carrier, Brigitte Couture, Michel Jacques, Pierre Lord et Pierre Mondor
- Scénariste en chef : Myriam Cholette, Danièle Desrosiers, Marie-Hélène Guay et Anne Lecours
- Auteurs : Rachel Cardillo, Nathalie Champagne, Sylvain Charbonneau, Luc Déry, Liliane Rocray, Danièle Desrosiers, Marielle Ferragne, Marie-Frédérique Laberge-Millot, Isabelle Langlois, Yves Lapierre, Jacques Lazure, Claude Lebrun, Patrick Lowe, Louis-Philippe Morin, Denis Thériault, Camille Tremblay, Zoomba
- Régisseur de son : Martin Williams
- Compositeurs: Jean-Robitaille, Jean-Sébastien Robitaille, Paul Bisson
- Société de production : Productions Vivaclic — Québec
- Distribution : DEP Distribution Ltée
- Subventions par Téléfilm Canada avec le Fonds canadien de télévision: Macaroni tout garni no. I, II, III, IV, V, VI et VIII.

## Épisodes
1. Snoro fait ses devoirs
2. Macaroni et Cupidon
3. Crocus a une carie
4. Macaroni et les saucisses gelées
5. Rémi+Macaroni
6. Crocus l'inventeur
7. Macaroni et Tarzan
8. Le mariage de Louis-Martin
9. Une lampe perdue
10. Macaroni entre dans le vaisseau spatial
11. Crocus se fait hypnotiser
12. Macaroni et Jules César
13. Le juge de Macaroni
14. Super Macaroni et Rémi le gros
15. Snoro attaque Rémi
16. Macaroni et l'arche de Noé
17. La machine à créer des histoires
18. Macaroni apparait dans l'histoire
19. Crocus éteint son avion
20. Snoro et l'étoile filante
21. Surement pas toi!
22. L'anniversaire de Crocus
23. Le long nez Louis-Martin
24. Le trésor de Rémi le naufrage
25. La mission de Macaroni
26. Rémi le géant
27. La malediction de Louis-Martin
28. Ti-prout casse tout
29. petit petit
30. Le sac de gym
31. Macaroni et Picasso
32. La planète bleue
33. Rémi et compagnie
34. Le pigeon
35. Macaroni et Léonard de vinci

## Distinctions
- Mention spéciale du jury, Alliance pour l’enfant et la télévision (2004)
- Prix Gémeaux, Meilleure émission ou série jeunesse, 3-7 ans (2004)
- Prix Gémeaux, Nomination, Meilleur premier rôle : jeunesse, Anne Casabonne
- Prix Gémeaux, Nomination, Meilleur premier rôle : jeunesse, Jean Harvey
- Prix Gémeaux, Nomination, Meilleur rôle de soutien : jeunesse, Luc Bourgeois
- Prix Gémeaux, Nomination, Meilleure réalisation : jeunesse
- Prix Gémeaux, Nominations (2), Meilleur texte : jeunesse
- Prix Gémeaux, Nomination, Meilleure émission ou série jeunesse, 6-12 ans: toutes catégories (2003)
- Prix Gémeaux, Meilleure interprétation premier rôle : émission ou série jeunesse, Luc Bourgeois
- Prix Gémeaux, Nomination, Meilleure interprétation dans un rôle de soutien : émission ou série jeunesse, Anne Casabonne
- Prix Gémeaux, Nomination, Meilleure émission ou série jeunesse, 6-12 ans: toutes catégories (2002)
- Prix Gémeaux, Nomination, Meilleure interprétation dans un rôle de soutien : émission ou série jeunesse, Luc Bourgeois
- Prix Gémeaux, Nomination, Meilleure émission ou série jeunesse, 6-12 ans: toutes catégories (2001)
- Prix Gémeaux, Nomination, Meilleure interprétation dans un rôle de soutien : émission ou série jeunesse, Luc Bourgeois
- Prix Gémeaux, Nomination, Meilleure interprétation dans un rôle de soutien : émission ou série jeunesse, Anne Casabonne
- Prix Gémeaux, Meilleure émission ou série jeunesse, 6-12 ans: toutes catégories (2000)
- Prix Gémeaux, Nomination, Meilleure interprétation : émission ou série jeunesse, : dramatique, Louis-Martin Despa
- Prix Gémeaux, Nomination, Meilleure émission ou série jeunesse, 6-12 ans: toutes catégories (1999)
- ADISQ, Nomination, Album de l'année - Enfant (1999)

### Spectacle
La série télévisée a même inspirée la création d'une séries de spectacle intitulés "La mystérieuse potion", "Macaroni tout garni" et "Salsifis de gros défi", qui furent l'attraction des enfants de 1998 à 2006. Ces spectacles, qui se produisirent un peu partout à travers les salles de spectacle du Québec, se composaient essentiellement d'un mode interactif qui faisait appel à la contribution des spectateurs : sur scène, trois personnages de l’émission et Macaroni, le chien animé, étaient sur un écran géant. Enfants et parents participaient à des jeux humoristiques de toutes sortes. Les enfants pouvaient également rencontrer les vedettes de la série télévisée à la fin du spectacle.